# Fernando Casares
Fernando Casares Montoya (16 ottobre 1980) è uno schermidore spagnolo, specialista della sciabola.

## Biografia
Nei campionati europei di scherma ha conquistato una medaglia di bronzo a Funchal nel 2000, nella gara di sciabola individuale.

## Palmarès
In carriera ha conseguito i seguenti risultati:
- Europei di scherma

Funchal 2000: bronzo nella sciabola individuale.